# ROH世界6人タッグチーム王座
ROH世界6人タッグチーム王座（ROH World Six-Man Tag Team Championship）は、ROHが管理、認定している王座。

## 歴史
2016年8月30日に創設。アメリカ合衆国のメジャー団体では25年ぶりとなる6人タッグ王座となった。
2024年4月21日、当時の王者ジェイ・ホワイト、コルテン・ガン、オースティン・ガンがAEW世界トリオ王者のビリー・ガン、アンソニー・ボーエンズ、マックス・キャスターとの王座統一戦に勝利。以降は統一世界トリオ王座として2つの王座の防衛戦を同時に行った。7月10日、ジェイの怪我により王座返上となり、統一世界トリオ王座は解体された。

## 歴代王者
| 歴代   | タッグチーム名                       | チャンピオン               | チャンピオン           | チャンピオン                 | 戴冠回数 | 保持日数 | 日付           | 場所                                   |
| ------ | ------------------------------------ | -------------------------- | ---------------------- | ---------------------------- | -------- | -------- | -------------- | -------------------------------------- |
| 初代   | ザ・キングダム                       | マット・ターバン           | TKオライエン           | ビニー・マルセギラ           | 1        | 99日     | 2016年12月2日  | ニューヨーク州ニューヨーク             |
| 第2代  | —                                    | ブリー・レイ               | ジェイ・ブリスコ       | マーク・ブリスコ             | 1        | 104日    | 2017年3月11日  | ネバダ州ラスベガス                     |
| 第3代  | —                                    | ダルトン・キャッスル       | ボーイ1                | ボーイ2                      | 1        | 58日     | 2017年6月23日  | マサチューセッツ州ローウェル           |
| 第4代  | ザ・ハング・バックス                 | アダム・ペイジ             | マット・ジャクソン     | ニック・ジャクソン           | 1        | 201日    | 2017年8月20日  | スコットランド・エディンバラ           |
| 第5代  | SCU                                  | クリストファー・ダニエルズ | フランキー・カザリアン | スコーピオ・スカイ           | 1        | 61日     | 2018年3月9日   | ネバダ州ラスベガス                     |
| 第6代  | ザ・キングダム                       | マット・ターバン           | TKオライエン           | ビニー・マルセギラ           | 2        | 73日     | 2018年5月9日   | マサチューセッツ州ローウェル           |
| 第7代  | バレット・クラブ ジ・エリート        | コーディ                   | マット・ジャクソン     | ニック・ジャクソン           | 1        | 106日    | 2018年7月21日  | ジョージア州アトランタ                 |
| 第8代  | ザ・キングダム                       | マット・ターバン           | TKオライエン           | ビニー・マルセギラ           | 3        | 132日    | 2018年11月4日  | オハイオ州コロンバス                   |
| 第9代  | ビライン・エンタープライセス         | ブロディ・キング           | マーティ・スカル       | PCO                          | 1        | 301日    | 2019年3月16日  | ネバダ州サンライズマナー               |
| 第10代 | メキシスクワッド                     | バンディード               | フラミータ             | レイ・ホラス                 | 1        | 405日    | 2020年1月11日  | ジョージア州アトランタ                 |
| 第11代 | シェーン・テイラー・プロモーションズ | シェーン・テイラー         | モーゼス               | カーン                       | 2        | 185日    | 2021年2月19日  | ジョージア州アトランタ                 |
| 第12代 | ザ・ライチャス                       | ベイトマン                 | ダッチ                 | ビンセント                   | 1        | 224日    | 2021年12月11日 | メリーランド州ボルチモア               |
| 第13代 | —                                    | ダルトン・キャッスル       | ボーイ1                | ボーイ2                      | 2        | 140日    | 2022年7月23日  | マサチューセッツ州ローウェル           |
| 第14代 | モーグル・エンバッシー               | ブライアン・ケイジ         | ビショップ・カーン     | トア・リオナ                 | 1        | 284日    | 2022年12月10日 | テキサス州アーリントン                 |
| 第15代 | ジ・エリート                         | アダム・ペイジ             | マット・ジャクソン     | ニック・ジャクソン           | 2        | 42日     | 2023年9月20日  | ニューヨーク州フラッシング             |
| 第16代 | モーグル・エンバッシー               | ブライアン・ケイジ         | ビショップ・カーン     | トア・リオナ                 | 2        | 77日     | 2023年11月1日  | ケンタッキー州ルイビル                 |
| 第17代 | バン・バン・ギャング                 | ジェイ・ホワイト           | コルテン・ガン         | オースティン・ガン           | 1        | 175日    | 2024年1月17日  | サウスカロライナ州ノースチャールストン |
| 第18代 | ザ・ソンズ・オブ・テキサス           | ダスティン・ローデス       | ロス・フォン・エリック | マーシャル・フォン・エリック | 1        | 228日    | 2024年7月27日  | テキサス州アーリントン                 |